# Les Frères Misère
Les Frères Misère  est un groupe français créé en 1996 et composé au départ de Mano Solo et de son ancien groupe Les Chihuahuas.

## Biographie
Ils sortent en 1996 leur unique album Frères Misère. Le style de la musique est plutôt punk et l'album très politique.
En 2008 Mano Solo annonce que le groupe devrait se reformer avec Daniel Jamet, Hervé (bassiste des Karpatt), Bayrem Benamor (ex-guitariste de Luke) et David (batteur du groupe Le Maximum Kouette). Il n'y aura pas de cuivres, les morceaux seront un peu plus pop que le premier album.[réf. nécessaire]. Mais ce projet s'arrête à la mort de Mano Solo en janvier 2010.
En 2024, plusieurs membres du groupe original sont rejoints par Fred Burguière (Les Ogres de Barback), Laurent Kebous (Les Hurlements d'Léo) et Melissmell pour former le projet Frères 2 Misère.

## les membres du groupe
Sur le premier album :
- Mano Solo : Guitare, chant
- François Matuszenski : Claviers, orgue
- Vlatcheslav Beriaguine : Basse
- Blé Léon Kouame : Batterie
- Napo Romero : Guitare, chant
- Jean-Marc Labbe : Saxophone
- Pierre Gauthé : Trombone
- Jean-Luc Degioanni : Trompette

## Albums
- 1996 : Frères Misère
- 2025 : la seconde d'après